# غاريت إيبس
غاريت إيبس (بالإنجليزية: Garrett Epps)‏ (1950)؛ صحفي وروائي أمريكي.